# Szarin
A szarin – más jelöléssel GB – szerves foszforvegyület, kémiai képlete: [(CH3)2CHO]CH3P(O)F. Színtelen, szagtalan folyadék, amelyet vegyi fegyverként használnak, mivel extrém erős idegméreg. A 687-es ENSZ határozat tömegpusztító fegyvernek minősítette. A szarin gyártását és raktározását az 1993-as Vegyifegyver-tilalmi Egyezmény betiltotta, amelyben 1. osztályú vegyületként sorolták be.

## Szerkezete és gyártása
A szarin királis molekula (jellemzően racém), melyben a központi foszforatomhoz négy szubsztituens kapcsolódik, tetraéderes alakot hozva létre. Az SP forma (lásd ábra) az aktívabb enantiomer, mivel jobban kötődik az acetilkolinészterázhoz. Metilfoszfonil-difluorid és izopropanol (IPA) keverékéből állítják elő:
CH3P(O)F2 + (CH3)2CHOH → [(CH3)2CHO]CH3P(O)F + HF
Az alkoholízises reakció során keletkezett hidrogén-fluoridot izopropil-amin hozzáadásával semlegesítik. Ugyanezen reakcióval a keveréket bináris vegyi fegyverként is fel lehet használni (azaz a szarint nem közvetlenül tárolják a fegyverben, hanem csak a kevésbé veszélyes komponenseit; így a fegyver sokkal biztonságosabban kezelhető).

## Biológiai hatása

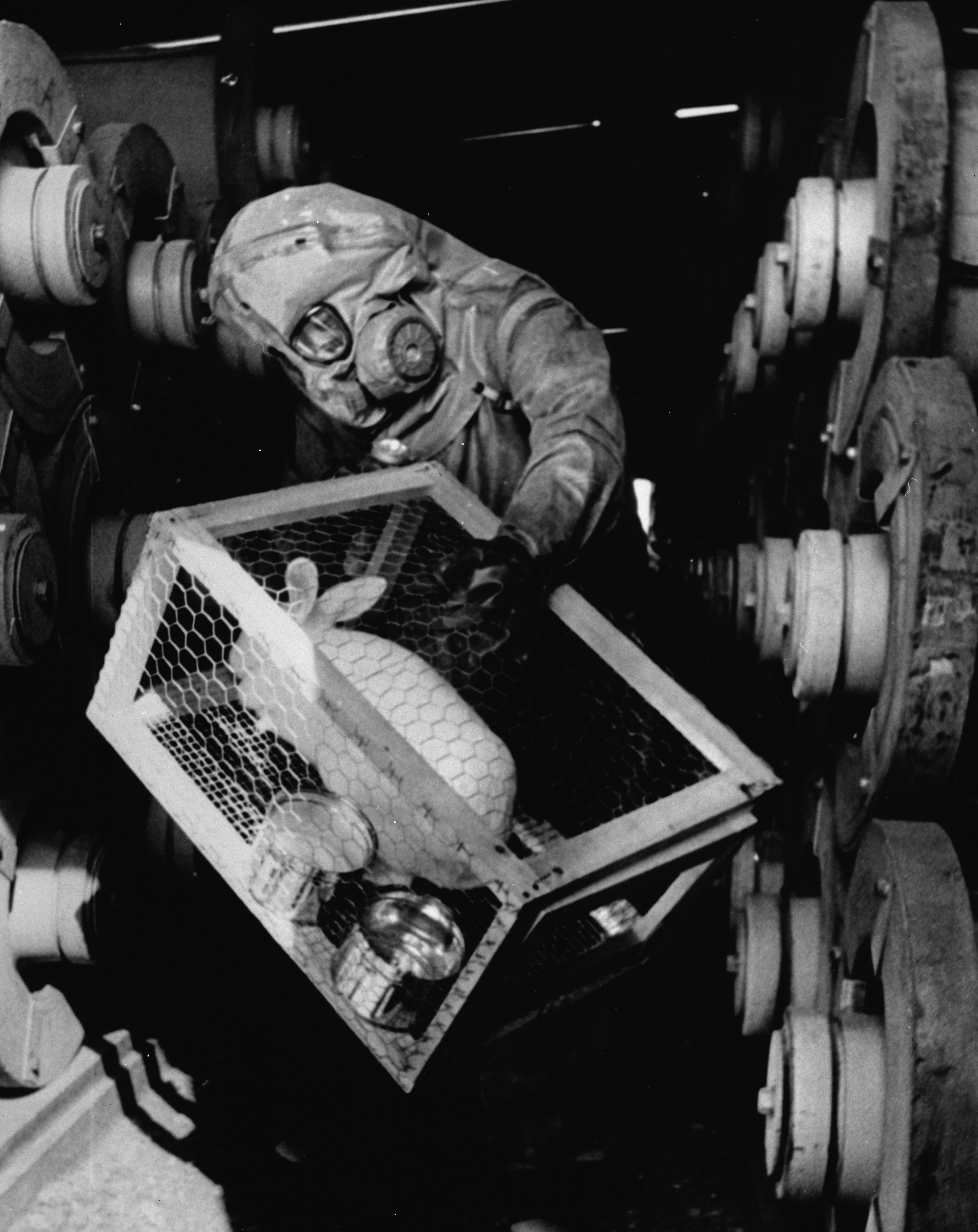
Egy szarin-termelő üzemben nyulat használnak a szivárgás ellenőrzésére (Rocky Mountain Arsenal, 1970)

Hatásmechanizmusa hasonlít bizonyos gyakran használt rovarirtó szerekére, például a malationéra. Biológiai aktivitását tekintve pedig a karbamát inszekticidekre (rovarirtókra) hasonlít - mint amilyen a Sevin; illetve a gyógyszerek közül a piridosztigminre, neosztigminre, és fizosztigminre. Más idegmérgekhez hasonlóan a szarin is az idegrendszert támadja.
Pontosabban, a szarin a kolinészteráz enzimek erős inhibitora. A szarin a kolinészterázzal az aktív centrumnál található szerin aminosav maradékkal kovalens kötést alakít ki. A fluorid távozó csoport kilépésével keletkező foszfoészter stabil, de biológiailag inaktív. Az enzim gátlásával az acetilkolin felhalmozódik a szinapszisokban és továbbra is kifejti hatását: folyamatosan továbbít bármely idegi impulzust. Normális esetben az acetilkolin-észteráz lebontja az acetilkolint a szinaptikus résben, annak érdekében, hogy az effektor izom vagy szerv pihenhessen.

## Lebomlása és tartóssága
A foszforil-halogenidek legfontosabb kémiai reakciója a foszfor és a fluor közötti kötés hidrolízise. Ez a P–F kötés nukleofil szerek hatására – mint amilyen a víz vagy a hidroxidion – könnyen felszakad. Magas pH esetén a szarin gyorsan, nem toxikus foszforossav származékokra bomlik el.
A szarin több hét és néhány hónap közti időtartamot követően elbomlik. Ezt az ún. eltarthatósági időt a prekurzor anyagok szennyezése lerövidítheti. A CIA szerint néhány iraki szarin eltarthatósági ideje mindössze pár hét volt, többnyire a szennyezett prekurzorok miatt. A szarin tartóssága bizonyos olajok, és kőolajszármazékok hozzáadása révén meghosszabbítható.
Az egyébként rövid eltarthatósági idő a prekurzorok és köztitermékek tisztaságának növelésével, valamint stabilizátorok – mint amilyen a tributil-amin – hozzáadásával megnövelhető. Egyes készítményekben a tributil-amint diizopropil-karbodiimiddel (DIC) helyettesítik, amely lehetővé teszi a szarin alumínium tartályban való tárolását. A bináris vegyi fegyverekben a két prekurzort egymástól elszeparálva, ugyanabban a lövedékhéjban tárolják és csak közvetlenül a lövedék kilövése előtt keverik össze, hogy létrehozza a vegyületet. Ez a megközelítés kettős előnnyel jár; megoldja a stabilitási kérdést és növeli a szarin lőszerek biztonságosságát.

## Hatásai és ezek kezelése
A szarin más idegmérgekhez képest nagy illékonysággal rendelkezik. A legnagyobb veszélyt a belélegzése és a bőrön keresztüli felszívódása jelenti. Még gőzkoncentrációja is azonnal behatol a bőrbe. Azok az emberek, akik nem halálos dózist kapnak, de elmarad az azonnali, megfelelő orvosi kezelés; maradandó neurológiai károsodást szenvedhetnek.
A szarin kitettséget követő kezdeti tünetek az orrfolyás, szorító érzés a mellkasban, és a pupillák összeszűkülése. Nem sokkal ezután az áldozat légzési nehézségeket, hányingert és nyáladzást tapasztal. Az áldozat folyamatosan veszti el az irányítást a testi funkciók felett; hány, bélsárt ürít és bevizel. Ezt a fázist izomrángás és rángatózás követi; az áldozat eszméletlenné (komatózussá) válik, végül a konvulzív görcsök sorozata fulladást okoz.
A szarin még nagyon alacsony koncentrációban is végzetes lehet. A halál egy perccel a halálos adag bevitele után beállhat, ha nem adnak be gyorsan ellenmérget – jellemzően atropint és pralidoximot – az áldozatnak. Az atropin, a muszkarin acetilkolin-receptorok antagonistája; a mérgezés fiziológiai tüneteinek kezelésére adják be. Mivel az acetilkolinra adott izomzati válasz nikotinos acetilkolin receptorokon keresztül közvetítődik, az atropin nem kezeli az izomzat tüneteit. A pralidoxim mintegy öt órán belül beadva képes a kolinészterázokat regenerálni. Az atropin helyett felmerült a biperidén, egy szintetikus acetilkolin antagonista, mivel jobb vér-agy gát penetrációval és nagyobb terápiás hatékonysággal bír.
A szarin becslések szerint több mint 500-szor mérgezőbb a cianidnál. A bőr alá injektált szarin LD50 értéke egereken: 172 μg/kg. Kezelési eljárások ismertek.

### Vizsgálatok
Embereken végzett, ellenőrzött tesztek során kimutatták, hogy egy minimálisan toxikus, 0,5 mg-os orális adag néhány órán belül 38%-kal csökkentette a vörösvérsejt és plazma-kolinészteráz szintjét. Egy terrortámadás túlélőiben, a támadást követően 4 órával a kötetlen izopropil-metilfoszforossav (IMPA) szérum szintje 2-135 µg/l közt volt.

## Története
A szarint 1938-ban fedezte fel két német tudós Wuppertal-Elberfeldben, Németországban, miközben az addigiaknál erősebb növényvédő szert próbáltak létrehozni. A vegyület a négy, Németországban gyártott G-ágens közül a legmérgezőbb. A vegyületet, amely a tabun nevű idegméreg felfedezését követte, a felfedezők; Schrader, Ambros, Rüdiger és Van der Linde tiszteletére nevezték el.

### Felhasználása vegyi fegyverként
1939 közepén a vegyület képlete a német hadsereg Fegyverügyi Hivatalához (Waffenamt) került, amely elrendelte, hogy kezdjék meg a tömegtermelését háborús használatra. A második világháború végére számos kísérleti üzem épült fel; valamint építés alatt állt egy nagyon termelékeny létesítmény (de ez befejezetlen maradt). A náci Németország által termelt szarin mennyiségét 500 kg és 10 tonna közé teszik. Noha a szarint, a tabunt és a szománt is beépítették tüzérségi lövedékekbe, Németország végül úgy döntött, hogy nem használ idegmérgeket szövetséges célpontok ellen.

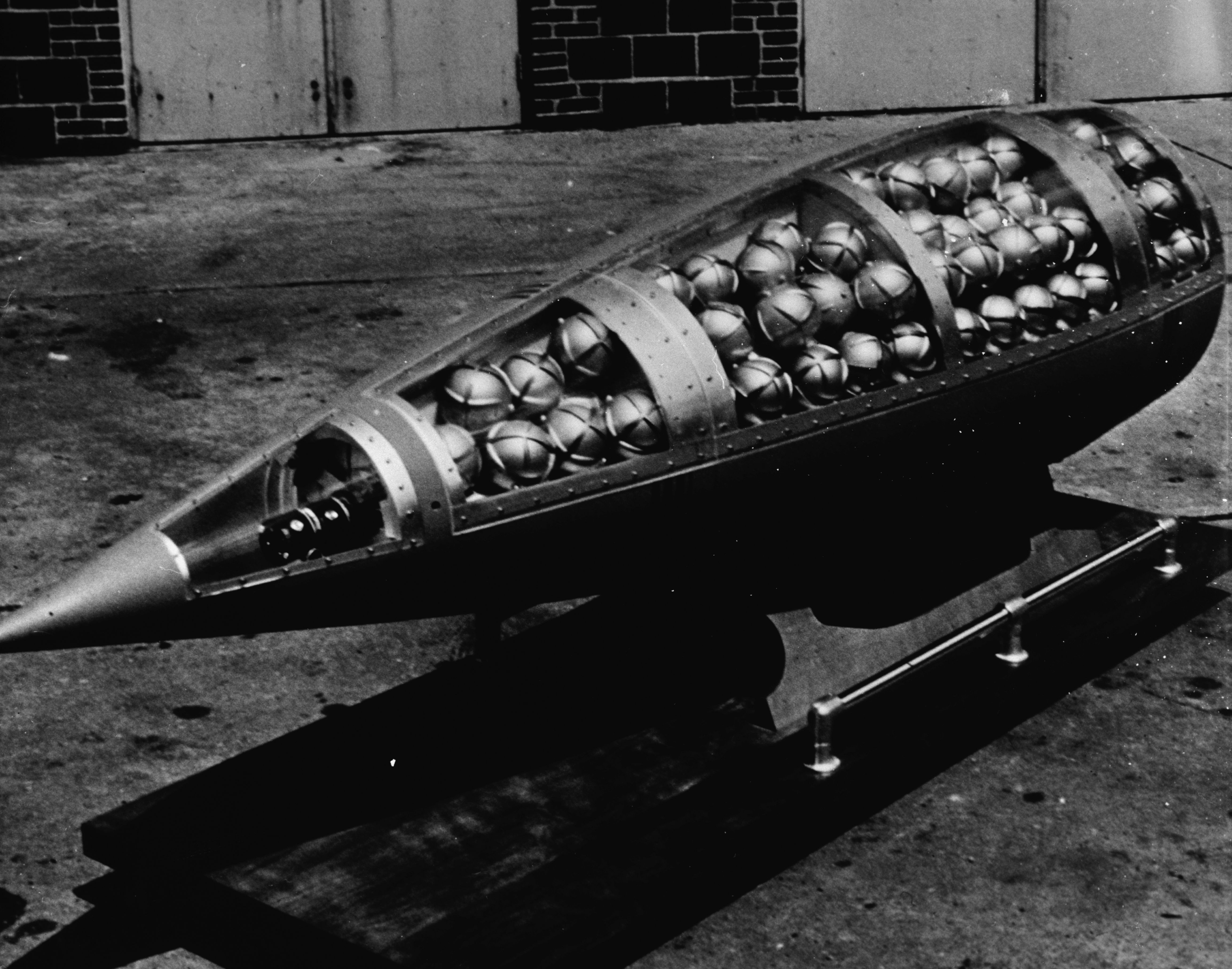
Az Egyesült Államok Honest John rakéta támadófejének metszete, láthatóvá téve az M134 szarin bombákat (kb. 1960).

- 1950-es évek (eleje): a NATO elfogadta a szarint mint hagyományos vegyi fegyvert; és mind a Szovjetunióban, mind az Egyesült Államokban a szarint katonai célokra termelték.
- 1953: a 20 éves Ronald Maddison, a Royal Air Force a Durham megyei Consettből származó mérnök, meghalt a szarin emberen végzett vizsgálata során a Porton Down vegyi hadviselés vizsgáló létesítményben, Wiltshireben. Maddisonnak azt mondták, hogy egy olyan tesztben fog részt venni, amelynek célja a „nátha meggyógyítása”. Tíz nappal a halála után titokban nyomozást tartottak, amely balesetet állapított meg. 2004-ben az ügyet újranyitották, és a 64 napos nyomozati meghallgatások után, a bírálóbizottság úgy döntött, hogy Maddisont jogellenesen „nem-terápiás kísérlet során idegméreg alkalmazásával” megölték.[19]
- 1956: a szarin rendszeres előállítása az Egyesült Államokban megszűnt, habár a meglévő ömlesztett szarin készleteket újra desztillálták egészen 1970-ig.
- 1960 (folyamán): az USA sikertelenül törekedett ausztrál engedélyt szerezni arra, hogy szarint és a VX gázt tesztelhessen 200 „főleg ausztrál” katonán; valószínűleg az Iron Range esőerdőben a Lockhart River (Queensland) közelében. Habár a tesztre sosem került sor, a tervezés előrehaladott állapotban volt.[20]
- 1978: Michael Townley eskü alatt nyilatkozta, hogy a biokémikus Eugenio Berríos szarint készített a chilei titkos rendőrség, a DINA számára a Pinochet rezsim alatt. Valamint, hogy ezt fel is használták az állami levéltár letétkezelőjének, Renato León Zentenónak, és a hadsereg tizedesének, Manuel Leytonnak a meggyilkolására.[21]
- 1980-1988: Irak szarint használt az Irán elleni háború idején. Az 1990 és 1991 közt tartó öbölháborúban még mindig nagy készletek álltak Irak rendelkezésre, amelyeket északra tartó koalíciós erők találtak meg.
- 1988: az észak-iraki, kurd etnikai kisebbség lakta Halabdzsa városát (lakossága kb. 70 000) kémiai és kazettás bombákkal bombázták, amelyek szarint is tartalmaztak (lásd: Halabdzsai mészárlás). A becslések szerint ötezer ember halt meg, szinte azonnal.[22]
- 1991: az ENSZ Biztonsági Tanácsának 687-es rendelete megalkotta a „tömegpusztító fegyver” kifejezést; és Irakot, majd később a világot is a vegyi fegyverek azonnali megsemmisítésére szólította fel.[23]
- 1993: az Egyesült Nemzetek Vegyifegyver-tilalmi Egyezményét 162 tagország írta alá, ezzel betiltva számos vegyi fegyver, beleértve a szarin gyártását és raktározását. Az egyezmény 1997. április 29-én lépett hatályba, és 2007 áprilisi határidővel felszólított a felhalmozott vegyi fegyverek teljes megsemmisítésére.[24]
- 1994: a japán Aum Sinrikjó vallási szekta a szarin szennyezett formáját engedte szabadon Matsumotóban, Naganóban. (Bővebben: matsumoto incidens).
- 1995: az Aum Sinrikjó szekta a szarin szennyezett formáját engedte szabadon a tokiói metróban. Tizenhárom ember halt meg. (Bővebben: tokiói gáztámadás).
- 1998: az Egyesült Államokban, a Time Magazine és a CNN olyan híreket állított, hogy 1970-ben az amerikai légierő A-1E Skyraider gépekkel, a titkos Operation Tailwind hadművelet keretében, szarin tartalmú fegyvereket dobott a disszidált amerikai csapatokra Laoszban. A CNN és a Time Magazine visszavonta a történeteket, és a felelős producereket elbocsátotta.[25]
- 2004: május 14-én iraki harcosok felrobbantottak egy 155 mm-es tüzérségi lövedéket, amely a szarin bináris prekurzorait tartalmazta. A lövedéket úgy tervezték, hogy a vegyi anyagokat a repülés közbeni forgás során keveri össze. A felrobbantott lövedék csak csekély mennyiségű szarin gázt bocsátott ki, vagy azért mert a robbanás képtelen volt megfelelően összekeverni a prekurzorokat, vagy mert azok jelentős része az eltelt idő során lebomlott. Két amerikai katonát a szarinmérgezés kezdeti tüneteivel kellett kezelni.[26]
- 2013: augusztus 21-én a szíriai polgárháborúban szarint vetettek be civilek ellen, amely több mint 1000 ember (a legmagasabb becslések szerint 1429 fő), köztük rengeteg gyerek halálát okozta Damaszkuszban, Szíria fővárosában. Erre az ENSZ helyszínre küldött vizsgálóbizottság bizonyítékokat is talált. Az USA elnöke, Barack Obama válaszcsapást helyezett kilátásba, mivel Amerika szerint a Bassár el-Aszad vezette szíriai kormány hajtotta végre az ideggáz-támadást a főként civil áldozatok ellen, ezzel megszegve a nemzetközi egyezményt.[27][28]
- 2017: április 4-én a szíriai polgárháborúban Idlíb tartományban, Han Sejkún településen feltehetően szaringázt vetettek be.

## Fordítás
Ez a szócikk részben vagy egészben  a   Sarin című angol Wikipédia-szócikk ezen változatának fordításán alapul.  Az eredeti cikk szerkesztőit annak laptörténete sorolja fel. Ez a jelzés csupán a megfogalmazás eredetét és a szerzői jogokat jelzi, nem szolgál a cikkben szereplő információk forrásmegjelöléseként.

## Külső hivatkozások
- Material Safety Data Sheet
- Questions and Answers for Sarin (angolul)
- CIA memo: The Stability of Iraq's Chemical Weapons Stockpile Archiválva 2011. április 28-i dátummal a Wayback Machine-ben (angolul)